# 郭必昌
郭必昌，字懋豐，号太薇，福建晉江縣人，明末清初政治人物。

## 生平
天启四年（1624年）中式甲子科福建鄉試，天啓五年（1625年）聯登乙丑进士，授杭州府推官。天啓七年（1627年）分校浙江鄉試，崇祯三年（1630年），典试江西。崇禎四年（1631年）十一月，升任广西道監察御史，巡视芦沟桥、印马屯田，又巡按浙江，以平寇功推京堂，为忌者所挤，出任江西湖西道參政。后丁内艰归。
隆武时，授都察院佥都御史、巡抚福建，升兵部尚书。隆武二年（1646年），福京政权覆没，郭必昌降清。九月，清征南大将军多罗贝勒博洛遣郭必昌持书往安平招抚郑芝龙，许以闽粤总督。

## 著作
有《讀史偶見》二卷。